# Colladonus trabilis
Colladonus trabilis är en insektsart som beskrevs av Nielson 1988. Colladonus trabilis ingår i släktet Colladonus och familjen dvärgstritar. Inga underarter finns listade i Catalogue of Life.